# Martin Butler (cầu thủ bóng đá, sinh năm 1966)
Martin Butler (sinh ngày 3 tháng 3 năm 1966) là một cựu cầu thủ bóng đá người Anh thi đấu ở vị trí tiền đạo ở Football League cho York City, Aldershot, Exeter City, Carlisle United, Scunthorpe United và Scarborough và ở bóng đá non-league cho Macclesfield Town, North Ferriby United và Guiseley. Cha của ông, Ian Butler, cũng thi đấu cho York City.